# Ypsilon (roman)
Ypsilon är en roman av författaren P.C. Jersild. Berättelsen återknyter till flera av Jersilds tidigare romaner, genom att flera av huvudpersonerna från dessa dyker upp i den. Dessutom är författaren med själv som huvudperson.